# Haut-Mauco
Haut-Mauco – miejscowość i gmina we Francji, w regionie Nowa Akwitania, w departamencie Landy.
Według danych na rok 1990 gminę zamieszkiwało 628 osób, a gęstość zaludnienia wynosiła 34 osób/km² (wśród 2290 gmin Akwitanii Haut-Mauco plasuje się na 624. miejscu pod względem liczby ludności, natomiast pod względem powierzchni na miejscu 596.).